# Ambonaivo
Ambonaivo is een plaats en commune in het zuiden van Madagaskar, behorend tot het district Ambovombe, dat gelegen is in de regio Androy. Tijdens een volkstelling in 2001 telde de plaats 9.657 inwoners.
De plaats biedt enkel lager onderwijs aan. 49% van de bevolking werkt er als landbouwer en 49% houdt zich bezig met veeteelt. De meest belangrijke landbouwproducten zijn zoete aardappelen en pinda's, overige belangrijke producten zijn mais, maniok en cowpeas. Verder is 2% actief in de dienstensector.